# فيلاكيدرو
فیلاكیدرو، (بالإنجليزية: Villacidro)‏، (سردينيا: Biddacidru أو Bidda de Cidru)، هي بلدية، في مقاطعة جنوب سردينيا، إيطاليا. في عام 2005، كان المقعد الإداري لمقاطعة "Medio Campidano"، مع سانلوري. منذ عام 2016، تعد جزءا من مقاطعة جنوب سردينيا، ("مقاطعة سود ساردينيا").

## السكان
في سنة 1861 بلغ عدد السكان 5٬140 نسمة، وتطور العدد ليصل في سنة 2011 لـ 14٬281 نسمة.
يظهر هذا المخطط البياني تطور النمو السكاني لـ فيلاكيدرو